# Sugar (álbum)
Sugar es el quinto álbum de estudio de Nancy Sinatra lanzado en 1967, alcanzó el puesto 18 en los Billboard_200. Sus sencillos son Sugar Town, que fue grabada en 1966, alcanzó el puesto número cinco en el Billboard Hot 100 en noviembre de 1966, la canción apareció en el programa especial de televisión de 1967 "Movin' With Nancy.
"Somethin' Stupid" fue cantado con su padre Frank Sinatra que alcanzó el puesto N.º 1 en Estados Unidos, Canadá, Noruega y Austria. También estuvo nueve semanas en la cima de la tabla de Adult Contemporany.
Y su último sencillo fue "Love eyes" que alcanzó el puesto 15 en los Estados Unidos.

## Lista de canciones
1. Sweet Georgia Brown 3:56
2. Vagabond Shoes 1:59
3. Oh! You Beautiful Doll 2:49
4. Hard Hearted Hannah 3:32
5. All By Myself 3:01
6. Coastin' 2:42
7. Mama Goes Where Papa Goes 2:31
8. Let's Fall In Love 3:34
9. What'll I Do 2:57
10. Limehouse Blues 2:58
11. Sugar Town 2:23
12. Button Up Your Overcoat 2:23
13. My Buddy 2:59
14. Love Eyes 2:35
15. Somethin' Stupid 2:39